# Анна (Великобритания)
Вижте пояснителната страница за други личности с името Анна.
Анна Стюарт (на английски: Anne Stuart) става кралица на Англия, Ирландия и Шотландия на 8 март 1702 г. На 1 май 1707 г., когато Англия и Шотландия се обединяват, тя става първият суверен на Великобритания. Кралица Анна е последният монарх от династията на Стюартите.

## Произход и брак
Родена е на 6 февруари 1665 г. в дворец Сейнт Джеймс. Тя е втора дъщеря от брака на Джеймс II и Ан Хайд. Анна не играе роля при царуването на баща си, но взема дейно участие при Славната революция от 1688 г.
Ан се жени за датския принц Георг (1653 – 1708), но двамата нямат наследник, тъй като тя губи 17 деца в дългогодишна битка със заболяването тромбофилия.

## Управление (1702 – 1714)
След смъртта на Уилям III, Ан, която е дъщеря от протестантския брак на Джеймс II и самата тя е протестантка, е достоен наследник на короната. Самата тя няма конфликт с Парламента, но е принудена да присъства редовно на заседанията на правителството, за да държи под контрол доведения си брат Джеймс, който е претендент за короната.
Най-важното конституционно дело през царуването на Анна е пълното обединение на Кралство Англия и Кралство Шотландия в една държава – Кралство Великобритания (Ирландия е присъединена към този съюз през 1801 г.).
Характерната черта на Стюартите да разчитат на своите любимци се проявява при Анна. Нейната най-голяма довереница е Сара Чърчил, която има огромно влияние върху кралицата. Съпруг на Сара е Джон Чърчил, херцог Марлборо, който печели няколко победи над французите във Войната за испанското наследство. Анна и Сара са неразделни. Сара грубо използва своята власт над кралицата и често я оскърбява публично. Междувременно консерваторите правят Абигейл Хил камериерка в кралския двор, за да осигурят нуждата на Анна от обич и съчувствие. Откакто Анна се привързва към новата си камериерка, се открива въпросът за наследството на короната, което води до разгорещен спор между Анна и Марлборо. Връзката на Анна и Чърчил се разпада и въпреки победите на херцога, той е отстранен от държавна служба, а Сара е игнорирана за сметка на Абигейл Хил (тази история е разказана във филма „Фаворитката“, 2018).
Много от конфликтите в Англия са резултат от зараждането на двупартийната система в управлението: тори (консерватори) и виги. Двете партии се борят за мнозинство в парламента и контрол над Анна. Възпитанието ѝ като Стюарт я кара да приеме кандидата на консерваторите за наследник на короната – доведения ѝ брат ѝ Джеймс, но в крайна сметка тя приема кандидата на вигите: хановерския граф Георг, по късно Джордж I.
Анна умира през 1714 г. на 49-годишна възраст в дворец Кенсингтън. Пограбана е в Уестминстърското абатство.